# Burg Vischering

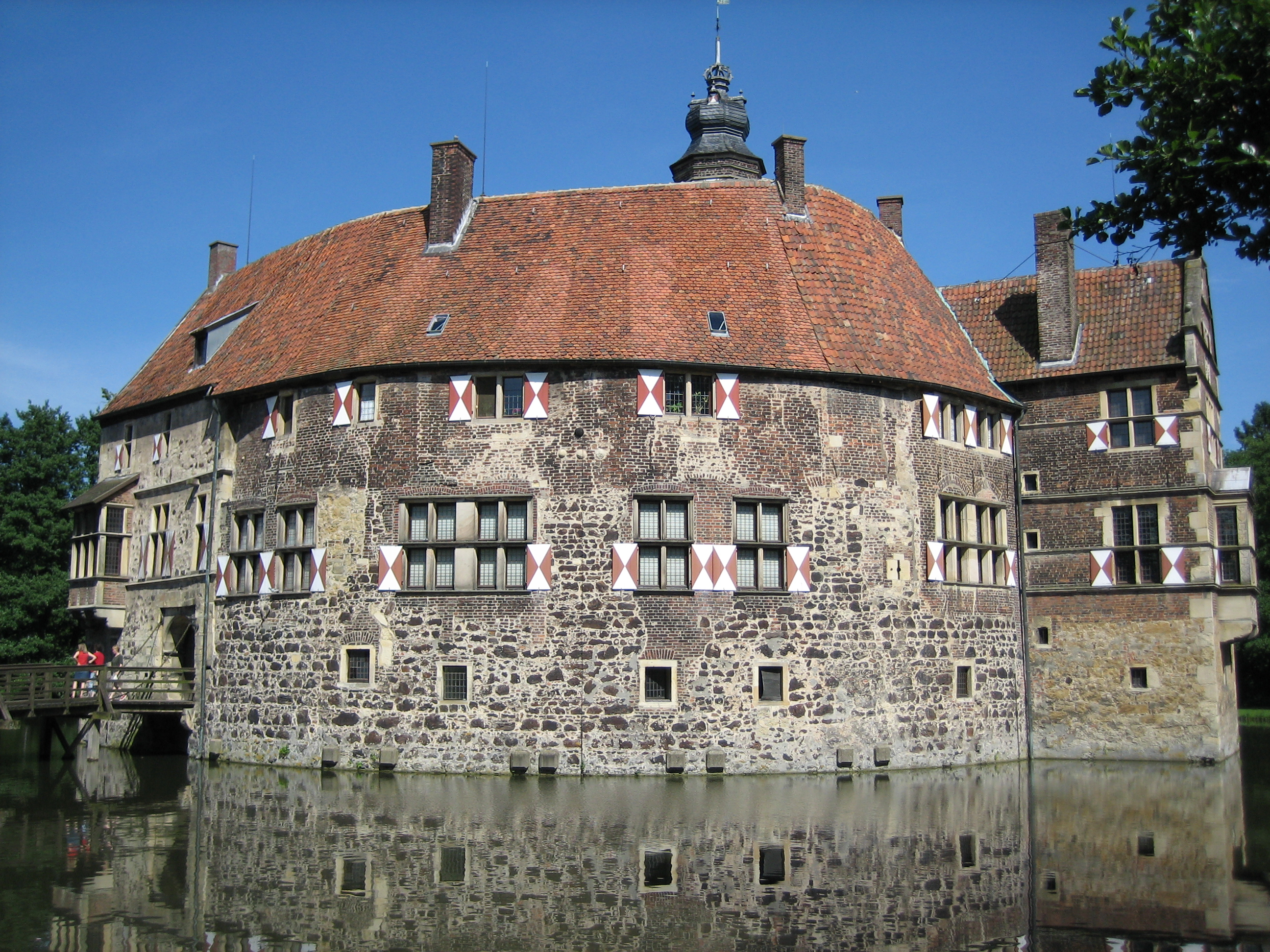
Burg Vischering.

Il Burg Vischering ("Fortezza (dei) Vischering")  è uno dei più celebri castelli sull'acqua del Münsterland ed è situato nei dintorni della città di Lüdinghausen, nel Land Nordrhein-Westfalen, nella Germania nord-occidentale.
Risale alla fine del XII secolo., fu la residenza del casato di Droste zu Vischering.

## Storia
Il castello venne fatto costruire nel 1271 da Gerhard von der Mark, vescovo di Münster, allo scopo di rafforzare il proprio potere.
Nel 1414, la proprietà del castello venne suddivisa a metà tra i fratelli Heinrich e Johan Droste zu Vischering.
Il castello fu lievemente danneggiato nel corso della seconda guerra mondiale.